# Liberta
Liberta je český výrobce dětských kočárků a cestovních jízdních kol, sídlící v mělnické části Mlazice.

## Historie
Liberta – továrna na kočárky byla původně založena pod názvem dílna Antonína Svobody v roce 1923 Antonínem Svobodou (22. listopadu 1897, Praha) a Marií Svobodovou, rozenou Ramešovou (17. března 1898, Řepín – 1992, Praha). Továrna byla založena ve městě Mělník v příměstské části Mlazice. Název továrny Liberta vznikl převzetím italského slova libertà – v překladu svoboda. Dětské kočárky Liberta se staly fenoménem své doby a byly vyhledávaným artiklem nejen domácí, ale i zahraniční klientelou po celé Evropě.
Nálezem okresního úřadu města Mělník ze dne 9. září 1931 byl Antonín Svoboda, výrobce dětských kočárků (Mělník-Mlazice čp. 4) po provedeném šetření a výslechu svědků odsouzen za napodobování a prodej dětských kočárků, při jejichž konstrukci použil chráněný vzorek spirálových per pro dětské vozíky firmy „Hiko závody”, Hirsch a spol. v Duchcově, čímž uvedl zákazníky v omyl.
Pro přestupek § 12 zák. ze dne 7. prosince 1858 č. 237 ř. z. odsuzuji Vás k pokutě v částce 500 Kč, v případě nedobytnosti k vězení v trvání 50 dnů se zákazem napodobení a dávání do prodeje zákonem chráněného vzoru podstavy „ze spirálových per pro dětské vozíky čís. 317”, jehož vlastníkem jest shora uvedená firma. Současné podle § 12 cit. zák. Vám nařizuji, aby veškeré nástroje a pomocné prostředky, sloužící výhradně nebo z větší části k napodobování uvedeného chráněného vzoru pro tento účel byly učiněny nepotřebnými a ukládám Vám, abyste nahradil veškeré útraty s řízením spojené, jež Vám budou právním zástupcem žalující firmy dodatečně sděleny. Podle § 17 cit. zákona činím opatření, aby tento trestní nález byl uveřejněn v periodických časopisech Národní Politice a Národních Listech na Vaše útraty. Z tohoto nálezu lze se Vám odvolati ve lhůtě 3denní počínaje následujícím dnem ode dne doručení k zemskému úřadu v Praze u okresního úřadu v Mělníku.
Národní listy, 16.9.1931

Dne 6. listopadu 1940 byl Antonín Svoboda, veřejný společník firmy „Liberta”, továrny na dětské kočárky, trestním rozhodnutím nejvyššího cenového úřadu pro opakované značné zdražování dětských kočárků odsouzen do vězení na 6 měsíců a k peněžité pokutě dvou milionů korun, v případě nedobytnosti k náhradnímu trestu na svobodě dalších šesti měsíců. Dále nejvyšší cenový úřad odňal oběma veřejným společníkům firmy „Liberta”, Antonínu Svobodovi a jeho manželce Marie Svobodové, natrvalo obchodní oprávnění. Vedením závodu byl pověřen komisařský správce.

### Období 1945-1989
Po druhé světové válce Zemský národní výbor v Praze výměrem ze 4. června 1945 pověřil vedením firmy Liberta, akciová společnost v Praze, prozatímní národní správce.
V roce 1948 byla továrna s více než 450 zaměstnanci znárodněna. Vlastníci továrny byli vystěhováni z rodinné vily v Mělníce na Moravu. Posléze se Antonín a Marie Svobodovi s dětmi přestěhovali do Prahy na Čertův vršek, kde si našli podnájem. Marie Svobodová zemřela v Praze v roce 1992. Záhy po znárodnění byly závody přejmenovány na TDV Mělník (Továrny dětských vozidel).
Kromě kočárků a dětských tříkolek byla nově zavedena také výroba jízdních kol, která se udržela po celou dobu socialistické éry. Vyráběna byla pánská i dámská kola s komponenty Favorit, často podobné koncepce. Na československých silnicích byla rozšířena zejména kola zdejší výroby, značek Favorit Rokycany, Eska Cheb, Velamos Sobotín/Petrov nad Desnou a právě Liberta. Dovoz ze zemí RVHP nebyl tak rozsáhlý, většina československých kol byla určena na export, do Východního bloku i do západních zemí. Typickými byla legendární dámská městská kola s nízkým rámem na 24 palcových pneumatikách vyráběná od 70. let.

### Období po roce 1989
Počátkem 90. let byla výroba jízdních kol ukončena. V roce 1993 je firma zprivatizována a přejmenována na Liberta Mělník, a. s. Rok 1996 přinesl propad firmy. Do vedení vstoupili Ivo Svoboda a Barbora Snopková. Ti připravili firmu o kapitál a byli obviněni a odsouzeni za tunelování v rámci akce Čisté ruce. V roce 1997 byl na firmu dokonce vyhlášen konkurs, 25. listopadu 2003 byl konkurs zrušen. Od 23. ledna 1998 je LIBERTA a.s. v likvidaci, likvidátorem je Ing. Barbora Snopková.

## Jízdní kola Liberta v současnosti
Legendární dámské městské kolo Liberta lze i v dnešní době (2019) zakoupit na několika českých e-shopech. Je vybaveno zadní protišlapnou brzdou, nosičem, osvětlením. Jeho cena se pohybuje okolo 4000 Kč (2019). Nelze ovšem doložit výrobce, zda je kolo vyráběno v ČR nebo dováženo, ani legalita používané ochranné známky.
Větší počet těchto kol z 80. let také používá bikesharingová společnost Rekola. Tato kola získala především jako sponzorské dary od uživatelů. Kola byla zrenovována, natřena na růžovou barvu a jezdí v Brně, Českých Budějovicích, Frýdku-Místku, Kladně, Liberci, Olomouci a Ostravě.

## Oldřich Novotný
Značku Liberta používá podnikatel Oldřich Novotný, který však na webu kocarkyliberta.cz neuvádí své identifikační údaje a formu podnikání ani právní vztah k původní společnosti, ale pouze adresu Rousovická 102, Velký Borek u Mělníka. Firma od 90. let vyrábí prémiové kočárky na zakázku a provozuje dvě prodejny.
Živnostenské oprávnění (IČ 13729250) na výrobu a prodej dětských vozidel má od 20. října 1992, později byla tato činnost rozšířena na výrobu, opravy a údržbu sportovních potřeb, her, hraček a dětských kočárků, výrobu a opravy čalounických výrobků a maloobchod se smíšeným zbožím. Začínal výrobou kočárků na dvojčata a trojčata, postupně sortiment rozšiřoval. Vyrábí a distribuuje kočárky pro jedno až tři děti, kočárky pro panenky a doplňky jako dětské nánožníky, pláštěnky, zavinovačky apod. Vzorkovou prodejnu má na adrese Rousovická 102, druhou prodejnu na adrese Kelské Vinice 71, rovněž ve Velkém Borku.
Na svém webu nejprve uvedl, že roku 1991 obnovil tradiční výrobu českých kočárků světoznámé značky Liberta, avšak svůj právní vztah k této značce nevysvětloval. Dvě kombinované ochranné známky, tvořené logem s textem Liberta, na něj od společnosti LIBERTA a.s. v likvidaci byly převedeny 14. března 2000. Je řazen mezi malé podniky do 5 zaměstnanců a s ročním obratem do 5 milionů Kč.